# Corvus
Corvus – rodzaj ptaków z rodziny krukowatych (Corvidae).

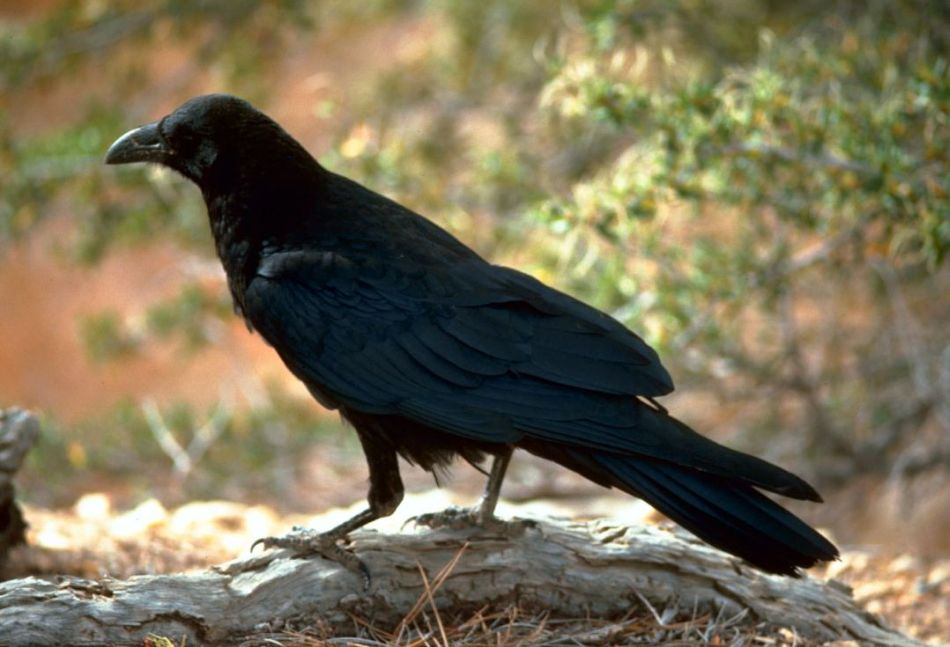
Kruk zwyczajny (Corvus corax)

## Zasięg występowania
Rodzaj obejmuje gatunki występujące w Eurazji, Afryce, Ameryce Północnej (ze Środkową włącznie), Australii i Oceanii.

## Morfologia
Długość ciała 34–69 cm; masa ciała 110–2000 g (samce są z reguły większe i cięższe od samic).

## Systematyka
Rodzaj zdefiniował w 1758 roku szwedzki przyrodnik Karol Linneusz w tomie 1 dziesiątego wydania Systema Naturae. Gatunkiem typowym był Corvus corax.

### Etymologia
- Corvus: łac. corvus „kruk”[26].
- Corax: gr. κοραξ korax, κορακος korakos „kruk”, od κρωζω krōzō „krakać”[27]. Gatunek typowy: Corax crucirostra Ledru, 1810 (= Corvus leucognaphalus Daudin, 1800) (Ledru); Corvus corax Linnaeus, 1758 (G.R. Gray); Corvus maximus Scopoli, 1769 (= Corvus corax Linnaeus, 1758) (A.E. Brehm).
- Monedula: łac. monedula „kawka”, od moneta „pieniądz, moneta”; edulis pokarm, od edere „jeść”[28]. Gatunek typowy: „Dohle” (= Corvus monedula Linnaeus, 1758).
- Corone: gr. κορωνη korōnē „wrona”, od κρωζω krōzō „krakać”[29]. Gatunek typowy: Corvus corone Linnaeus, 1758.
- Coloeus: gr. κολοιος koloios „kawka” (por. średniowiecznołac. koloyus „kawka”)[30]. Gatunek typowy: Corvus monedula Linnaeus, 1758.
- Corvultur (Corvivultur): łac. corvus „kruk”; vultur, vulturis „sęp”[31]. Gatunek typowy: Corvus albicollis Latham, 1790.
- Gymnocorvus: gr. γυμνος gumnos „nagi, goły”; rodzaj Corvus Linnaeus, 1758[32]. Gatunek typowy: Corvus tristis Lesson & Garnot, 1827.
- Archicorax: gr. αρχος arkhos „szef, wódz”, od αρχω arkhō „rządzić”; κοραξ korax, κορακος korakos „kruk”, od κρωζω krōzō „krakać”[33]. Gatunek typowy: Corvus albicollis Latham, 1790.
- Frugilegus: epitet gatunkowy Corvus frugilegus Linnaeus, 1758; łac. frugilegus „zbieranie plonów, owoców”, od frux, frugis „owoc”; legere „zbierać”[34]. Gatunek typowy: Corvus frugilegus Linnaeus, 1758.
- Amblycorax: gr. αμβλυς amblus „nudny, tępy”, od αμβλυνω amblunō „stępiać”; κοραξ korax, κορακος korakos „kruk”, od κρωζω krōzō „krakać”[35]. Gatunek typowy: Corvus violaceus Bonaparte, 1850.
- Physocorax: gr. φυσα phusa „miech, pęcherz”; κοραξ korax, κορακος korakos „kruk”, od κρωζω krōzō „krakać”[36]. Gatunek typowy: Corvus moneduloides Lesson, 1831.
- Trypanocorax: gr. τρυπανον trupanon „świder”, od τρυπαω trupaō „przebijać”; κοραξ korax, κορακος korakos „kruk”, od κρωζω krōzō „krakać”[37]. Gatunek typowy: Corvus capensis M.H.C. Lichtenstein, 1823.
- Sitocorax: gr. σιτος sitos „ziarno, kukurydza”; κοραξ korax, κορακος korakos „kruk”, od κρωζω krōzō „krakać”[38]. Gatunek typowy: Corvus frugilegus Linnaeus, 1758.
- Pterocorax: gr. πτερον pteron „skrzydło”; κοραξ korax, κορακος korakos „kruk”, od κρωζω krōzō „krakać”[36]. Gatunek typowy: Corvus scapulatus Daudin, 1800 (= Corvus albus Statius Mūller, 1776).
- Anomalocorax: gr. ανωμαλος anōmalos „anomalny, dziwny”, od negatywnego przedrostka αν- an-; ομαλος omalos „równy”; κοραξ korax, κορακος korakos „kruk”, od κρωζω krōzō „krakać”[39]. Gatunek typowy: Corvus splendens Vieillot, 1817.
- Gymnocorax: gr. γυμνος gumnos „nagi, goły”; κοραξ korax, κορακος korakos „kruk”, od κρωζω krōzō „krakać”[40].
- Heterocorax: gr. ἑτερος heteros „różny, inny”; κοραξ korax, κορακος korakos „kruk”, od κρωζω krōzō „krakać”[41]. Gatunek typowy: Corvus capensis M.H.C. Lichtenstein, 1823.
- Rhinocorax: gr. ῥις rhis, ῥινος rhinos „nozdrza” ; κοραξ korax, κορακος korakos „kruk”, od κρωζω krōzō „krakać”[42]. Gatunek typowy: Corvus affinis Rüppell, 1835 (= Corvus rhipidurus E. Hartert, 1918).
- Microcorax: gr. μικρος mikros „mały”; κοραξ korax, κορακος korakos „kruk”, od κρωζω krōzō „krakać”[43]. Gatunek typowy: Corvus jamaicensis J.F. Gmelin, 1788.
- Macrocorax: gr. μακρος makros „długi”; κοραξ korax, κορακος korakos „kruk”, od κρωζω krōzō „krakać”[44]. Gatunek typowy: Corvus fuscicapillus G.R. Gray, 1859.
- Nesocorax: gr. νησος nēsos „wyspa” (Buton); κοραξ korax, κορακος korakos „kruk”, od κρωζω krōzō „krakać”[45]. Gatunek typowy: Gazzola typica Bonaparte, 1853.

### Podział systematyczny
Do rodzaju należą następujące gatunki:

- Corvus dauuricus Pallas, 1776 – kawka srokata
- Corvus monedula Linnaeus, 1758 – kawka zwyczajna
- Corvus nasicus Temminck, 1826 – wrona kubańska
- Corvus jamaicensis J.F. Gmelin, 1788 – wrona jamajska
- Corvus leucognaphalus Daudin, 1800 – wrona antylska
- Corvus capensis M.H.C. Lichtenstein, 1823 – wrona przylądkowa
- Corvus ossifragus A. Wilson, 1812 – wrona rybożerna
- Corvus sinaloae L.I. Davis, 1958 – wrona lśniąca
- Corvus imparatus J.L. Peters, 1929 – wrona meksykańska
- Corvus palmarum Württemberg, 1835 – wrona haitańska
- Corvus minutus Gundlach, 1852 – wrona palmowa
- Corvus hawaiiensis Peale, 1848 – wrona ogorzała
- Corvus frugilegus Linnaeus, 1758 – gawron
- Corvus crassirostris Rüppell, 1836 – kruk grubodzioby
- Corvus albicollis Latham, 1790 – kruk wielkodzioby
- Corvus corax Linnaeus, 1758 – kruk zwyczajny
- Corvus cryptoleucus Couch, 1854 – kruk meksykański
- Corvus ruficollis Lesson, 1831 – kruk pustynny
- Corvus edithae Lort Phillips, 1895 – kruk somalijski
- Corvus albus Statius Müller, 1776 – kruk srokaty
- Corvus rhipidurus E. Hartert, 1918 – kruk kusy
- Corvus brachyrhynchos C.L. Brehm, 1822 – wrona amerykańska
- Corvus corone Linnaeus, 1758 – wrona siwa
- Corvus pectoralis Gould, 1836 – wrona obrożna
- Corvus florensis Büttikofer, 1894 – wrona floreska
- Corvus typicus (Bonaparte, 1853) – wrona białoszyja
- Corvus unicolor (Rothschild & E. Hartert, 1900) – wrona jednobarwna
- Corvus enca (Horsfield, 1821) – wrona cienkodzioba
- Corvus compilator Richmond, 1903 – wrona sundajska
- Corvus validus Bonaparte, 1850 – wrona długodzioba
- Corvus moneduloides Lesson, 1831 – wrona brodata
- Corvus meeki Rothschild, 1904 – wrona melanezyjska
- Corvus woodfordi (Ogilvie-Grant, 1887) – wrona jasnodzioba
- Corvus violaceus Bonaparte, 1850 – wrona fioletowa
- Corvus fuscicapillus G.R. Gray, 1859 – wrona brązowogłowa
- Corvus tristis Lesson & Garnot, 1827 – wrona szara
- Corvus insularis Heinroth, 1903 – wrona krzywodzioba
- Corvus orru Bonaparte, 1850 – wrona papuaska
- Corvus bennetti North, 1901 – wrona mała
- Corvus mellori Mathews, 1912 – kruk mały
- Corvus tasmanicus Mathews, 1912 – kruk tasmański
- Corvus coronoides Vigors & Horsfield, 1827 – kruk australijski
- Corvus splendens Vieillot, 1817 – wrona orientalna
- Corvus macrorhynchos Wagler, 1827 – wrona wielkodzioba
- Corvus philippinus (Bonaparte, 1853) – wrona filipińska
- Corvus kubaryi Reichenow, 1885 – wrona mariańska